# 疏花铁青树
疏花铁青树（学名：Olax austrosinensis）为铁青树科铁青树属下的一个种。

## 扩展阅读
- 維基物種上的相關：疏花铁青树